# Galgo australiano
El galgo australiano es un tipo australiano de lebrel, expresamente una cruza de una variedad de razas de lebreles y galgos para producir un perro de caza. 
El galgo australiano fue primero criado por coloniales en Australia durante los 1830s, con el objetivo de crear un galgo obediente, fuerte y bastante robusto, lo suficiente para aguantar a un canguro sin ser herido o disembowelled por las potentes piernas del canguro. Los clubes de caza colonial de los 1830s estuvieron establecidos a través de las colonias de Australia, con canguros nativos, wallabies o dingos. Originalmente estos perros fueron criados de razas británicas de galgos, principalmente Galgo inglés y escocés Deerhound con ocasionales irlandés Wolfhound, más tarde el Borzoi era también utilizado y más recientemente el Saluki.
La caza de especies nativas con lebreles y galgos es ahora prohibido en Australia; los galgos australianos son todavía criados para cazar especies invasivas introducidas por el hombre como cerdos de Razorback y zorros.